# ГСП (паром)

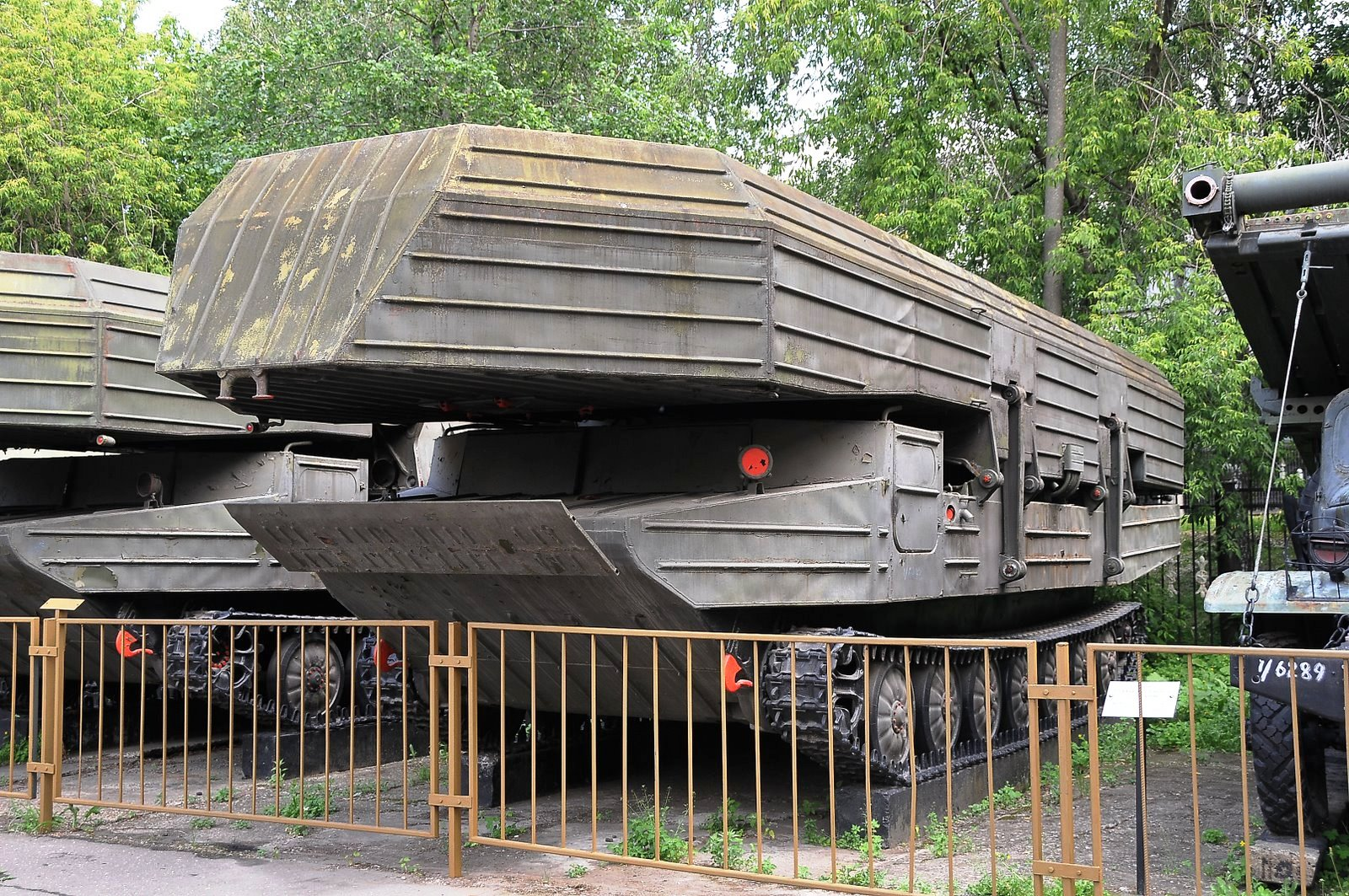
ГСП или Изделие 55.

ГСП, он же «Изделие 55» — машина инженерного вооружения, гусеничный самоходный паром.
Гусеничный самоходный паром ГСП предназначен для паромной переправы средних и тяжёлых танков, самоходных артиллерийских установок и средних танков с минными тралами при преодолении войсками водных преград.

## История
Гусеничный самоходный паром Изделие 55 или ГСП создан в ОКБ инженерных войск[где?] под руководством А. Ф. Кравцева на основе узлов и агрегатов танка Т-34, плавающих танков ПТ-76, ТП-16 и транспортёра К-61.

## Техническое описание
Паром образуется из двух полупаромов — правого и левого.

Каждый полупаром состоит из ведущей машины, ёмкости навесной (лодки) и аппарелей. Полупаром способен самостоятельно передвигаться по суше с помощью гусеничного движителя и по воде с помощью гребных винтов. В транспортном положении лодка размещена над ведущей машиной, а аппарели — в центральном скосе лодки.

Правый и левый полупаромы (ведущие машины и лодки) взаимозаменяемы частично и отличаются друг от друга зеркальным расположением узлов и агрегатов.
Корпус ведущей машины делится на три отделения: отделение управления, силовое отделение и кормовое отделение.
На полупароме установлен танковый шестицилиндровый четырёхтактный, бескомпрессорный дизель жидкостного охлаждения — В-6К (8-Д6). Для движения по воде на каждом полупароме установлены по два трёхлопастных гребных винта диаметром 600 мм.
Водооткачивающая система включает два лопастных насоса, расположенных на распределительной коробке.
Для осуществления внешней связи на полупароме установлена радиостанция Р-123М, а для внутренней связи — танковое переговорное устройство Р-124.
Развёртывание парома производится на воде (согласно инструкции по эксплуатации) или на берегу (на практике при отсутствии значительных неровностей на входе в воду) путём стыкования между собой ведущих машин и раскрытия лодок и аппарелей правого и левого полупаромов.
Погрузка танков или САУ на паром может производиться с берега или, в случае если глубина воды вблизи берега менее 1,2 м, то вброд.

### Основные части полупарома
- корпус ведущей машины;
- лодка;
- аппарели;
- силовая установка;
- трансмиссия;
- ходовая часть;
- винтовые движители и рули;
- водооткачивающая система;
- гидросистема;
- электрооборудование;
- средства связи.

## Страны-эксплуатанты
- СССР - гусеничный самоходный паром ГСП состоял на вооружении отдельных инженерно-сапёрных батальонов (оисб) дивизий и отдельных переправочно-десантных батальонов (опдесб).
- ГДР - на вооружении ННА ГДР[2]

## Галерея

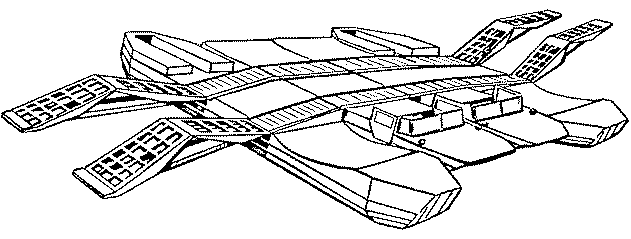
Самоходный паром из двух гусеничных самоходных паромов.
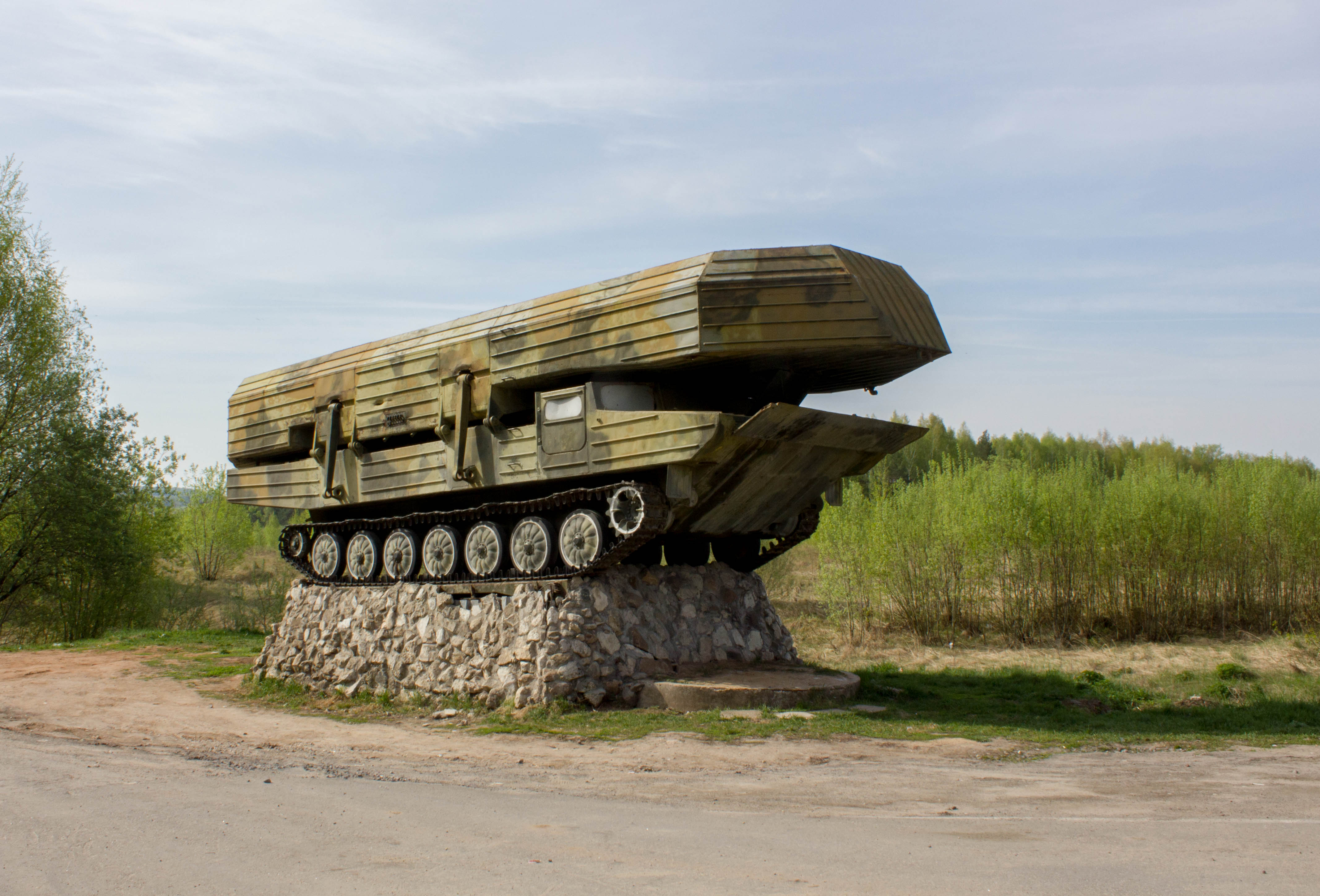
Гусеничный самоходный паром в качестве монумента.
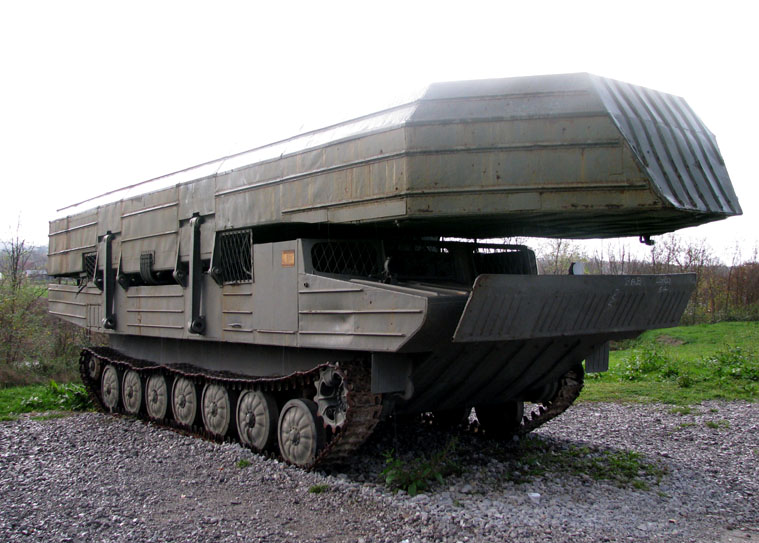
Гусеничный самоходный паром в военном музее.
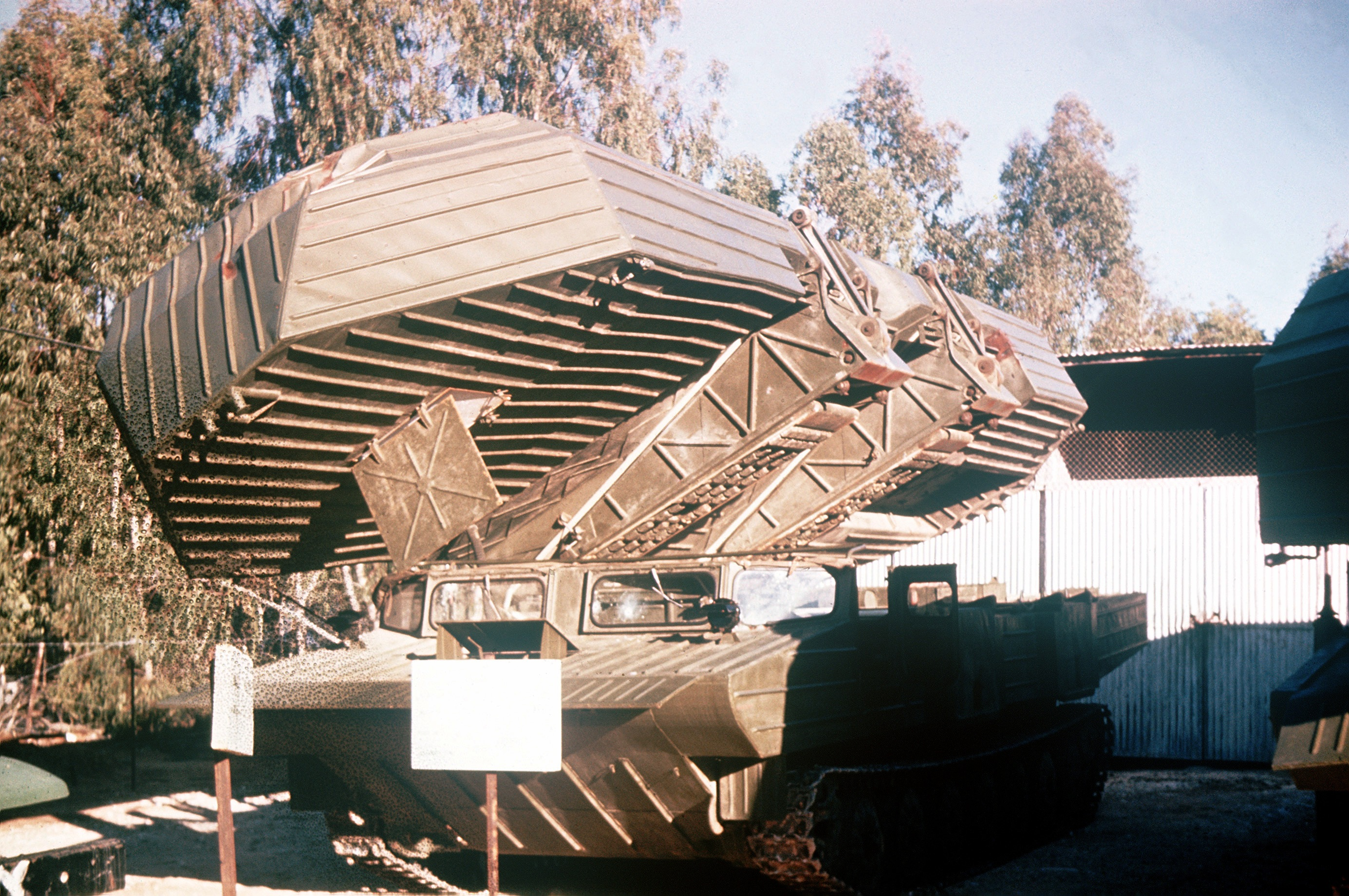
Гусеничный самоходный паром в военном музее.
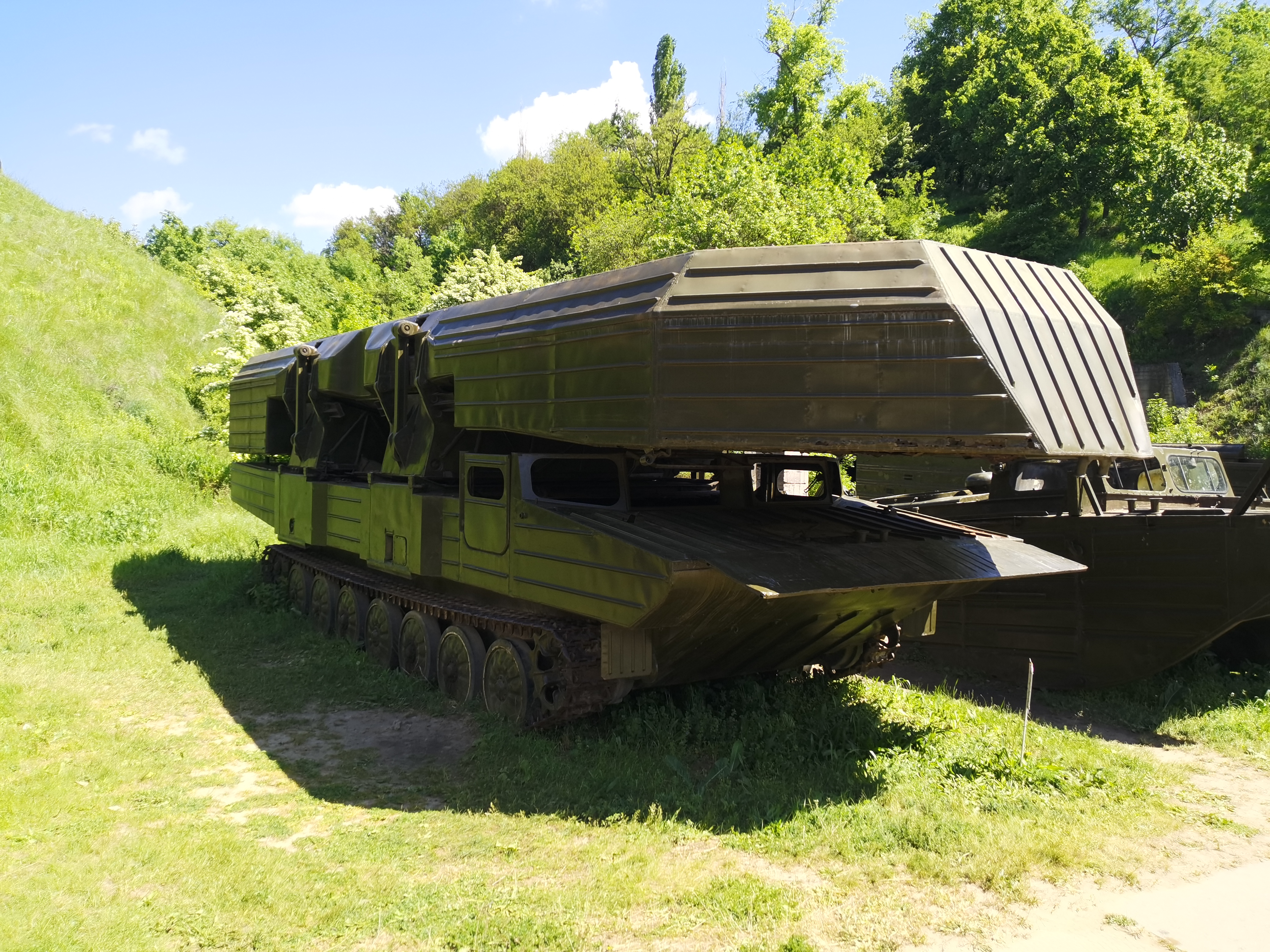
Военно-исторический комплекс имени Н. Д. Гулаева, Аксай (Ростовская область)

## Машины на базе
- ПСУГВТ-200 — передвижная самоходная установка газо-водяного тушения, производства ООО «Завод «Пожспецмаш».